# Liga de Fútbol Americano Profesional de México 2018
La Temporada 2018 de la LFA fue la tercera edición de la Liga de Fútbol Americano Profesional de México. Al igual que la temporada anterior, esta campaña estuvo conformada por 6 equipos, 3 de la Ciudad de México, 1 del Estado de México, 1 de Coahuila y 1 de Nuevo León. Como cambio relevante, la franquicia anteriormente llamada Eagles pasó a nombrarse "Mexicas". Además, por primera vez en la historia de la Liga y al igual que en los Tazones estadounidenses, la final tuvo como escenario un estadio neutral; en esta edición fue el Estadio Azul de la Ciudad de México el inmueble que albergó dicha final. 
La competencia inició el viernes 16 de febrero en el Estadio Nuevo León Unido con el encuentro Fundidores vs. Dinos, y concluyó el domingo22 de abril en la cancha del Estadio Azul con el Tazón México III.
Los Mexicas se coronaron campeones del circuito al derrotar a los Raptors en la disputa del Tazón México III por 17-0. El entrenador en jefe campeón fue Rafael Duk.

## Equipos participantes
| Equipo          | Entrenador en jefe  | Ciudad                      | Estadio                  | Capacidad       |
| División Centro | División Centro     | División Centro             | División Centro          | División Centro |
| --------------- | ------------------- | --------------------------- | ------------------------ | --------------- |
| Condors         | Félix Buendía       | Ciudad de México            | Jesús Martínez "Palillo" | 6,000           |
| Mayas           | Ernesto Alfaro      | Ciudad de México            | Jesús Martínez "Palillo" | 6,000           |
| Mexicas         | Rafael Duk          | Ciudad de México            | Jesús Martínez "Palillo" | 6,000           |
| División Norte  |                     |                             |                          |                 |
| Dinos           | Carlos Cabral       | Saltillo, Coahuila          | Olímpico de Saltillo     | 5,900           |
| Fundidores      | Israel González     | Monterrey, Nuevo León       | Nuevo León Unido         | 1,500           |
| Raptors         | Guillermo Gutiérrez | Naucalpan, Estado de México | José Ortega Martínez     | 3,700           |

## Acontecimientos relevantes
- El día 28 de octubre de 2017 el Ing. Juan Carlos Vázquez dejó la presidencia de la LFA; la figura de Presidente se eliminó y se creó la figura del Comisionado, que ocupó Guillermo Ruiz Burguete.[6]
- El 16 de enero renunció el comisionado de la LFA Guillermo Ruiz Burguete;[7] la liga no anunció su reemplazo. Para fines operativos, las actividades del comisionado fueron absorbidas por el presidente del consejo de administración de la liga, el Ing. Óscar Pérez.
- El 3 de marzo los jugadores del equipo de Mexicas entraron en huelga ante la carencia de seguros médicos y otros insumos necesarios para la práctica profesional del deporte, por lo que se suspendió su juego correspondiente a la semana 3 ante Dinos.[8][9]
- El día 8 de marzo el equipo de Mexicas fue multado por $657,820.00 pesos mexicanos por los daños causados a la Liga, a sus socios de TV, a sus socios de prensa, al equipo de Dinos, y a los aficionados asistentes al estadio por no haberse presentado a jugar. También se determinó que dicho partido no se reprogramaría y por tanto Mexicas lo perdería por forfeit.[10]

## Sistema de competencia

### Organización del calendario
Cada equipo jugó 7 partidos de temporada regular y hasta dos de Playoffs. En total, fueron 24 partidos incluida la temporada regular, las 2 semifinales y la final.
- Hubo dos divisiones, cada una integrada por tres equipos, elegidos por su ubicación geográfica.
- Cada equipo se enfrentó dos veces contra cada equipo de su división, uno como visita y otro como local (4 partidos divisionales).
- Cada equipo se enfrentó una sola vez contra cada uno de los tres equipos de la otra división (3 partidos interdivisionales).
- Al finalizar la temporada regular, los dos mejores equipos de cada grupo pasaron a Playoffs y se enfrentaron entre sí en el Campeonato de División en casa del mejor clasificado.
- Los campeones de cada División se enfrentaron en el Tazón México III.

### Reglas
- Las reglas de juego fueron las mismas que las de la National Football League, salvo por la regla del proceso de recepción: siempre que un jugador reciba el balón después de un pase y no lo suelte, se considera completo, sin importar que lo malabarée.
- Cada equipo pudo tener hasta dos jugadores extranjeros.

### Tope salarial
- Con respecto a la temporada anterior, el tope salarial subió de 650 mil pesos por franquicia a 1 millón 100 mil pesos mexicanos.[12]

## Draft
El día 13 de enero se realizó el Draft 2018 en el que se seleccionaron 47 jugadores que acabaron su elegibilidad en el fútbol americano universitario de México.
| Draft 2018 | Draft 2018 | Draft 2018           | Draft 2018                            | Draft 2018 | Draft 2018             | Draft 2018            |
| Rd         | Sel.       | Equipo LFA           | Jugador                               | Pos.       | Universidad            | Conf.                 |
| ---------- | ---------- | -------------------- | ------------------------------------- | ---------- | ---------------------- | --------------------- |
| 1          | 1          | Condors              | Luis Humberto Lopez Tinoco            | RB         | Águilas Blancas IPN    | Liga Mayor ONEFA      |
| 1          | 2          | Mexicas              | Mauricio Jacob Vargas Hernández       | OL         | Potros Salvajes UAEM   | Liga Mayor ONEFA      |
| 1          | 3          | Condors vía Raptors* | Andrés Salgado Gómez                  | WR         | Pumas CU UNAM          | Liga Mayor ONEFA      |
| 1          | 4          | Mayas                | Gildardo Torres Charco                | OT         | Pumas CU UNAM          | Liga Mayor ONEFA      |
| 1          | 5          | Fundidores           | Ivan Sergio Barragán Leal             | OL         | Auténticos Tigres UANL | Liga Mayor ONEFA      |
| 1          | 6          | Dinos                | Jose Michell Lopez Valdez             | OL         | Auténticos Tigres UANL | Liga Mayor ONEFA      |
| 2          | 7          | Condors              | Abraham Herrera                       | OL         | Pumas CU UNAM          | Liga Mayor ONEFA      |
| 2          | 8          | Mexicas              | Leonardo Cabrera Mujica               | DL         | Águilas Blancas IPN    | Liga Mayor ONEFA      |
| 2          | 9          | Raptors              | Emigdio Palacios Alcala               | DL         | Burros Blancos IPN     | Liga Mayor ONEFA      |
| 2          | 10         | Mayas                | Sebastian Baig Necoechea              | DB         | Linces UVM             | Liga Mayor ONEFA      |
| 2          | 11         | Fundidores           | Raymundo Vega Ruíz                    | OL         | Auténticos Tigres UANL | Liga Mayor ONEFA      |
| 2          | 12         | Dinos                | Joaquin Davila Martinez               | OL         | Auténticos Tigres UANL | Liga Mayor ONEFA      |
| 3          | 13         | Condors              | Miguel Ángel Urzúa Solís              | LB         | Águilas Blancas IPN    | Liga Mayor ONEFA      |
| 3          | 14         | Mexicas              | José Luis Santana                     | LB         | Águilas Blancas IPN    | Liga Mayor ONEFA      |
| 3          | 15         | Raptors              | Deion Sixto Correa Viazcán            | DB         | Linces UVM             | Liga Mayor ONEFA      |
| 3          | 16         | Mayas                | Mario Alberto Salas                   | WR         | Borregos Toluca ITESM  | Liga Premier CONADEIP |
| 3          | 17         | Fundidores           | Christian Alejandro Hernández Delgado | LB         | Auténticos Tigres UANL | Liga Mayor ONEFA      |
| 3          | 18         | Dinos                | Adrián Alejandro Martínez Armendáriz  | WR         | Auténticos Tigres UANL | Liga Mayor ONEFA      |
| 4          | 19         | Condors              | Aarón Mendoza Gómez                   | WR         | Borregos México ITESM  | Liga Premier CONADEIP |
| 4          | 20         | Mexicas              | Carlos Santos Rodríguez               | LB         | Águilas Blancas IPN    | Liga Mayor ONEFA      |
| 4          | 21         | Condors vía Raptors* | Ramses Israel Herrera Vega            | DB         | Centinelas CGP         | Liga Mayor ONEFA      |
| 4          | 22         | Mayas                | Christian Rene Gomez Sanchez          | WR         | Burros Blancos IPN     | Liga Mayor ONEFA      |
| 4          | 23         | Fundidores           | Edgardo Garza Lerma                   | OL         | Auténticos Tigres UANL | Liga Mayor ONEFA      |
| 4          | 24         | Dinos                | Cesar Daniel Guzmán                   | LB         | Lobos UAdeC            | Liga Mayor ONEFA      |
| 5          | 25         | Condors              | Erick Antonio Alarcon Merino          | OL         | Águilas Blancas IPN    | Liga Mayor ONEFA      |
| 5          | 26         | Mexicas              | Ditter Emmanuel Smith Espinoza        | WR         | Burros Blancos IPN     | Liga Mayor ONEFA      |
| 5          | 27         | Raptors              | Ramon Arturo Lopez Zepeda             | LB         | Potros Salvajes UAEM   | Liga Mayor ONEFA      |
| 5          | 28         | Mayas                | Isaac Abraham Medina Cabrajal         | DL         | Burros Blancos IPN     | Liga Mayor ONEFA      |
| 5          | 29         | Fundidores           | Jesus Santana Gonzales                | WR         | Auténticos Tigres UANL | Liga Mayor ONEFA      |
| 5          | 30         | Dinos                | Mario Alberto Rubio Gonzales          | WR         | Auténticos Tigres UANL | Liga Mayor ONEFA      |
| 6          | 31         | Condors              | Alejandro Mujica Soriano              | WR         | Águilas Blancas IPN    | Liga Mayor ONEFA      |
| 6          | 32         | Mexicas              | Abraham Assennatto Bravo              | OL         | Burros Blancos IPN     | Liga Mayor ONEFA      |
| 6          | 33         | Raptors              | Carlos Garcia Contreras               | DL         | Potros Salvajes UAEM   | Liga Mayor ONEFA      |
| 6          | 34         | Mayas                | Omar Mendoza Gomez                    | WR         | Águilas Blancas IPN    | Liga Mayor ONEFA      |
| 6          | 35         | Fundidores           | Aaron Isaac Mendoza Ruiz              | WR         | Auténticos Tigres UANL | Liga Mayor ONEFA      |
| 6          | 36         | Dinos                | Genaro Jose Alfonsín Romero           | S          | Auténticos Tigres UANL | Liga Mayor ONEFA      |
| 7          | 37         | Condors              | Oscar Jesus Capuchino                 | OL         | Frailes UT             | Liga Mayor ONEFA      |
| 7          | 38         | Mexicas              | Fernando Álvarez Duran                | WR         | Linces UVM             | Liga Mayor ONEFA      |
| 7          | 39         | Condors vía Raptors* | Jorge Luis Ortiz Carriño              | WR         | Pumas Acatlán UNAM     | Liga Mayor ONEFA      |
| 7          | 40         | Mayas                | Pick declinado                        |            |                        |                       |
| 7          | 41         | Fundidores           | Francisco Javier Garcia Ramirez       | CB         | Auténticos Tigres UANL | Liga Mayor ONEFA      |
| 7          | 42         | Dinos                | Francisco De Jesus Mata Charles       | QB         | Auténticos Tigres UANL | Liga Mayor ONEFA      |
| 8          | 43         | Fundidores           | Max Ismael Villareal Maldonado        | QB         | Auténticos Tigres UANL | Liga Mayor ONEFA      |
| 8          | 44         | Dinos                | Edgar Daniel Razo Cervantes           | CB         | Auténticos Tigres UANL | Liga Mayor ONEFA      |
| 8          | 45         | Fundidores           | Daniel Orios                          | OL         | Lobos UAdeC            | Liga Mayor ONEFA      |
| 8          | 46         | Dinos                | Gabriel Tadeo De Hoyos Encinia        | WR         | Lobos UAdeC            | Liga Mayor ONEFA      |
| 8          | 47         | Fundidores           | Jesus Gerardo Rendon Torres           | WR         | Lobos UAdeC            | Liga Mayor ONEFA      |

     Selecciones complementarias
* A cambio del QB Bruno Márquez (2do año), Raptors dió a Condors selecciones en la primera, cuarta y séptima ronda del Draft 2018.

## Temporada Regular

### Calendario
- Los horarios correspondieron al Tiempo del Centro de México (UTC-6 y UTC-5 en horario de verano).[14][15]

| Semana 1  | Semana 1  | Semana 1   | Semana 1                 | Semana 1      | Semana 1 | Semana 1 |
| Visitante | Resultado | Local      | Estadio                  | Fecha         | Hora     | TV       |
| --------- | --------- | ---------- | ------------------------ | ------------- | -------- | -------- |
| Dinos     | 0-17      | Fundidores | Nuevo León Unido         | 16 de febrero | 19:00    |          |
| Mexicas   | 36-19     | Condors    | Jesús Martínez "Palillo" | 18 de febrero | 11:00    |          |
| Raptors   | 32-0      | Mayas      | Jesús Martínez "Palillo" | 18 de febrero | 15:00    |          |

| Semana 2   | Semana 2  | Semana 2 | Semana 2                 | Semana 2      | Semana 2 | Semana 2 |
| Visitante  | Resultado | Local    | Estadio                  | Fecha         | Hora     | TV       |
| ---------- | --------- | -------- | ------------------------ | ------------- | -------- | -------- |
| Mayas      | 28-25     | Dinos    | Olímpico de Saltillo     | 24 de febrero | 15:00    |          |
| Fundidores | 15-44     | Mexicas  | Jesús Martínez "Palillo" | 25 de febrero | 11:00    |          |
| Raptors    | 46-26     | Condors  | Jesús Martínez "Palillo" | 25 de febrero | 15:00    |          |

| Semana 3 | Semana 3  | Semana 3   | Semana 3                 | Semana 3   | Semana 3 | Semana 3 |
| Visitante | Resultado | Local      | Estadio                  | Fecha      | Hora     | TV       |
| --- | --------- | ---------- | ------------------------ | ---------- | -------- | -------- |
| Raptors | 15-45     | Fundidores | Nuevo León Unido         | 2 de marzo | 20:00    |          |
| Mexicas | 0-1 *     | Dinos      | Olímpico de Saltillo     | 3 de marzo | 16:00    |          |
| Condors | 24-33     | Mayas      | Jesús Martínez "Palillo" | 4 de marzo | 12:00    |          |
| * Con base en el reglamento, los Dinos ganaron el encuentro por forfeit con un marcador de 1 a 0, ya que Mexicas no se presentó al encuentro. |           |            |                          |            |          |          |

| Semana 4  | Semana 4  | Semana 4   | Semana 4                 | Semana 4    | Semana 4 | Semana 4 |
| Visitante | Resultado | Local      | Estadio                  | Fecha       | Hora     | TV       |
| --------- | --------- | ---------- | ------------------------ | ----------- | -------- | -------- |
| Mayas     | 25-14     | Fundidores | Nuevo León Unido         | 9 de marzo  | 20:00    |          |
| Dinos     | 29-27     | Raptors    | José Ortega Martínez     | 10 de marzo | 17:00    |          |
| Condors   | 23-22     | Mexicas    | Jesús Martínez "Palillo" | 11 de marzo | 12:00    |          |

| Semana 5   | Semana 5  | Semana 5 | Semana 5             | Semana 5    | Semana 5 | Semana 5 |
| Visitante  | Resultado | Local    | Estadio              | Fecha       | Hora     | TV       |
| ---------- | --------- | -------- | -------------------- | ----------- | -------- | -------- |
| Fundidores | 20-30     | Dinos    | Olímpico de Saltillo | 17 de marzo | 16:00    |          |
| Mexicas    | 30-20     | Raptors  | José Ortega Martínez | 17 de marzo | 17:00    |          |
| Mayas      | 28-24     | Condors  | José Ortega Martínez | 18 de marzo | 12:00    |          |

| Semana 6  | Semana 6     | Semana 6   | Semana 6                 | Semana 6    | Semana 6 | Semana 6 |
| Visitante | Resultado    | Local      | Estadio                  | Fecha       | Hora     | TV       |
| --------- | ------------ | ---------- | ------------------------ | ----------- | -------- | -------- |
| Condors   | 41-40        | Fundidores | Nuevo León Unido         | 23 de marzo | 20:00    |          |
| Raptors   | 20-23 (T.E.) | Dinos      | Olímpico de Saltillo     | 24 de marzo | 16:00    |          |
| Mayas     | 34-35        | Mexicas    | Jesús Martínez "Palillo" | 25 de marzo | 12:00    |          |

| Semana 7   | Semana 7  | Semana 7 | Semana 7                 | Semana 7   | Semana 7 | Semana 7 |
| Visitante  | Resultado | Local    | Estadio                  | Fecha      | Hora     | TV       |
| ---------- | --------- | -------- | ------------------------ | ---------- | -------- | -------- |
| Fundidores | 21-34     | Raptors  | José Ortega Martínez     | 7 de abril | 13:00    |          |
| Dinos      | 15-55     | Condors  | Jesús Martínez "Palillo" | 8 de abril | 11:00    |          |
| Mexicas    | 12-19     | Mayas    | Jesús Martínez "Palillo" | 8 de abril | 15:00    |          |

### Standings
- Actualizadas las clasificaciones al 8 de abril de 2018.[17]

| División Centro | División Centro | División Centro | División Centro |
| Equipo          | Récord          | Cociente        | División        |
| --------------- | --------------- | --------------- | --------------- |
| Condors         | 3-4             | 0.429           | 1-3             |
| (1) Mayas       | 5-2             | 0.714           | 3-1             |
| (2) Mexicas     | 4-3             | 0.571           | 2-2             |

| División Norte | División Norte | División Norte | División Norte |
| Equipo         | Récord         | Cociente       | División       |
| -------------- | -------------- | -------------- | -------------- |
| (1) Dinos      | 4-3            | 0.571          | 3-1            |
| Fundidores     | 2-5            | 0.286          | 2-2            |
| (2) Raptors    | 3-4            | 0.429          | 1-3            |

     Clasificado a Postemporada: (1) como local, (2) como visitante

## Postemporada
|  | Semifinales                                                          | Semifinales |    |  | Final                                     | Final |  |
|  |                                                                      |             |    |  |                                           |       |  |
|  | Campeonato Divisional Norte 14/04 16:00 Estadio Olímpico de Saltillo |             |    |  |                                           |       |  |
|  | Raptors                                                              | 21          |    |  |                                           |       |  |
|  | Dinos                                                                | 6           |    |  |                                           |       |  |
|  |                                                                      |             |    |  |                                           |       |  |
|  |                                                                      |             |    |  | Tazón México III 22/04 16:00 Estadio Azul |       |  |
|  |                                                                      |             |    |  | Raptors                                   | 0     |  |
|  |                                                                      | Mexicas     | 17 |  |                                           |       |  |
|  |                                                                      |             |    |  |                                           |       |  |
|  |                                                                      |             |    |  |                                           |       |  |
|  |                                                                      |             |    |  |                                           |       |  |
|  | Campeonato Divisional Centro 15/04 15:00 Estadio J. M. "Palillo"     |             |    |  |                                           |       |  |
|  | Mexicas                                                              | 27          |    |  |                                           |       |  |
|  | Mayas                                                                | 17          |    |  |                                           |       |  |

| Casco           |        |               |
| Brazo izquierdo | Cuerpo | Brazo derecho |
| Pantalones      |        |               |
| Medias          |        |               |
| RAP             |        |               |

| 14 de abril de 2018, 16:00 Estadio Olímpico de Saltillo — Reporte                                                                             |    |    |    |    |
| \| Equipo \| 1C \| 2C \| 3C \| 4C \| \| ------- \| -- \| -- \| -- \| -- \| \| Raptors \| 7 \| 0 \| 0 \| 14 \| \| Dinos \| 3 \| 0 \| 3 \| 0 \| |    |    |    |    |
| Equipo | 1C | 2C | 3C | 4C |
| Raptors | 7  | 0  | 0  | 14 |
| Dinos | 3  | 0  | 3  | 0  |

| Equipo  | 1C | 2C | 3C | 4C |
| ------- | -- | -- | -- | -- |
| Raptors | 7  | 0  | 0  | 14 |
| Dinos   | 3  | 0  | 3  | 0  |

| Casco           |        |               |
| Brazo izquierdo | Cuerpo | Brazo derecho |
| Pantalones      |        |               |
| Medias          |        |               |
| DIN             |        |               |

| Casco           |        |               |
| Brazo izquierdo | Cuerpo | Brazo derecho |
| Pantalones      |        |               |
| Medias          |        |               |
| MEX             |        |               |

| 15 de abril de 2018, 15:00 Estadio Jesús Martínez "Palillo" — Reporte                                                                          |    |    |    |    |
| \| Equipo \| 1C \| 2C \| 3C \| 4C \| \| ------- \| -- \| -- \| -- \| -- \| \| Mexicas \| 7 \| 7 \| 3 \| 10 \| \| Mayas \| 0 \| 10 \| 0 \| 7 \| |    |    |    |    |
| Equipo | 1C | 2C | 3C | 4C |
| Mexicas | 7  | 7  | 3  | 10 |
| Mayas | 0  | 10 | 0  | 7  |

| Equipo  | 1C | 2C | 3C | 4C |
| ------- | -- | -- | -- | -- |
| Mexicas | 7  | 7  | 3  | 10 |
| Mayas   | 0  | 10 | 0  | 7  |

| Casco           |        |               |
| Brazo izquierdo | Cuerpo | Brazo derecho |
| Pantalones      |        |               |
| Medias          |        |               |
| MAY             |        |               |

## Tazón México III
El Tazón México III se realizó el 22 de abril de 2018 a las 16:00 horas en el Estadio Azul de la Ciudad de México, con una asistencia récord para la LFA de 15,000 aficionados presentes. Mexicas derrotó a Raptors 17 a 0 en un juego defensivo. Esta habría sido la primera final de la LFA con espectáculo de medio tiempo, sin embargo, la agrupación encargada del show, Panteón Rococó, tuvo que cancelar su actuación de último momento debido a recomendaciones de Protección Civil por la probabilidad de una tormenta eléctrica.
La final entre Raptors y Mexicas habría sido la última actividad profesional que viviera el Estadio Azul antes de su demolición, sin embargo, el recinto albergará más juegos de la LFA, incluyendo el Tazón México IV, ya que su demolición fue pospuesta para el año 2020.

### Resumen de anotaciones
| Cto. | Reloj | Serie | Serie | Serie | Eq. | Anotaciones | Marcador | Marcador |
| Cto. | Reloj | Jug.  | Yd    | TDJ   | Eq. | Anotaciones | RAP      | MEX      |
| ---- | ----- | ----- | ----- | ----- | --- | --- | -------- | -------- |
| 1    | 2:10  | 17    | 65    | 7:59  | MEX | Gol de campo, 28 yardas de K Carlos Soria #2                                                                                      | 0        | 3        |
| 2    | 3:56  | 10    | 80    | 4:49  | MEX | Touchdown, pase de 40 yardas de QB Ricardo Quintana #5 a WR Guillermo Villalobos #84; el punto extra es bueno (K Carlos Soria #2) | 0        | 10       |
| 2    | 0:16  | 9     | 89    | 1:48  | MEX | Touchdown, pase de 10 yardas de QB Ricardo Quintana #5 a WR Guillermo Villalobos #84; el punto extra es bueno (K Carlos Soria #2) | 0        | 17       |

### Estadísticas
| Concepto          | Raptors | Mexicas |
| ----------------- | ------- | ------- |
| Yardas totales    | 299     | 400     |
| Yardas por tierra | 73      | 80      |
| Yardas por aire   | 226     | 320     |
| Intercepciones    | 0       | 1       |

### Alineación inicial
| #         | Raptors            | Posición | Posición | Mexicas               | #        |
| Ofensiva  | Ofensiva           | Ofensiva | Ofensiva | Ofensiva              | Ofensiva |
| --------- | ------------------ | -------- | -------- | --------------------- | -------- |
| 12        | Bruno Marquez      | QB       | QB       | Ricardo Quintana      | 5        |
| 54        | Josue Torres       | LT       | LT       | Francisco Sainz       | 51       |
| 78        | Dario Martinez     | LG       | LG       | Rafael Rojas          | 59       |
| 51        | Jorge Nava         | C        | C        | Eduardo Aguirre       | 65       |
| 72        | Josue Navarro      | RG       | RG       | Jorge Ramirez         | 69       |
| 53        | Juan Pablo Franco  | RT       | RT       | Javier Chávez         | 55       |
| 19        | Manuel Barrios     | WR       | WR       | Guillermo Villalobos* | 84       |
| 1         | Salvador Sierra    | RB       | RB       | Vladimir Araiza       | 33       |
| 3         | Dan Avila          | RB       | RB       | Terril Gourdine       | 19       |
| 86        | Enrique Barraza    | WR       | WR       | Mauricio Jordán       | 6        |
| 16        | Ivan García        | WR       | WR       | Ditter Smith          | 17       |
| Defensiva |                    |          |          |                       |          |
| 97        | Ricardo Franco     | DE       | DE       | Rafael Rojas          | 90       |
| 69        | Diego Ruiz         | DT       | DT       | Jorge Gamboa          | 98       |
| 99        | Felix Guerrero     | DT       | DT       | Walter Álvarez        | 31       |
| 93        | Emigdio Palacios   | DE       | DE       | José Antonio Ramirez  | 7        |
| 6         | Gonzalo de la Rosa | LB       | LB       | Jose Luis Santana     | 47       |
| 5         | Marcos Alvarado    | MLB      | MLB      | Jovanni Carrillo      | 40       |
| 2         | Sergio Arzave      | OLB      | WLB      | Jose Luis Meza Matus  | 1        |
| 20        | Deion Sixto Correa | CB       | CB       | Leonel Mendoza        | 32       |
| 8         | Javier Perez       | SS       | SS       | Raul Mateos           | 18       |
| 24        | Luis Gonzalez      | FS       | FS       | Armando Erazo         | 14       |
| 21        | Fernando Ramirez   | CB       | CB       | Marco Lozano          | 23       |

* Nombrado MVP del Tazón México III

### Planilla arbitral
- Referee: Juan José Arce
- Umpire: Juan Alvarado
- Head Linesman: Mario Coral
- Line Judge: Victor García
- Back Judge: Marcos Mendoza
- Side Judge: Olaf Salmoran
- Field Judge: Rodrigo Mata

| Campeón Tazón México III |
| ------------------------ |
|                          |
| Mexicas                  |
| 1er Campeonato           |